# Шарнирный четырёхзвенник

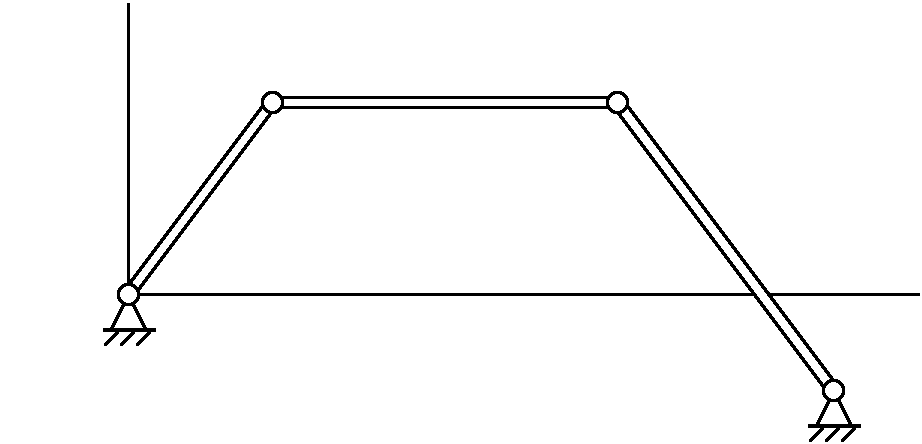
Шарнирный четырёхзвенник

Шарни́рный четырёхзве́нник — плоский механизм из четырёх звеньев, соединенных между собой вращательными кинематическими парами. Одно из этих звеньев в теории механизмов и машин принимают за стойку, т. е. неподвижное звено (хотя, например, для механизмов транспортных машин понятие неподвижности стойки оказывается условностью, поскольку в этом случае сама стойка движется).
Для звеньев плоских механизмов в теории механизмов и машин используют следующую терминологию: 
- кривошип — звено плоского механизма, которое образует вращательную пару со стойкой и может совершать вокруг оси пары полный оборот;
- коромысло — звено плоского механизма, которое образует вращательную пару со стойкой, но не может совершать полный оборот вокруг оси пары;
- шатун — звено плоского механизма, связанное вращательными парами с подвижными его звеньями, но не со стойкой.

Для шарнирного четырёхзвенника справедлива доказанная немецким механиком Ф. Грасгофом теорема Грасгофа о шарнирном четырёхзвеннике (иногда её также называют правилом Грасгофа): «Наименьшее звено является кривошипом, если сумма длин наименьшего и любого другого звена меньше суммы длин остальных двух звеньев (под «наименьшим» понимается звено минимальной длины).

## Разновидности шарнирных четырёхзвенников
Применяя правило Грасгофа, удаётся подразделить все шарнирные четырёхзвенники на 3 группы:
- механизм будет кривошипно-коромысловым, если длины его звеньев удовлетворяют правилу Грасгофа и за стойку принято звено, соседнее с наименьшим;
- механизм будет двухкривошипным, если сумма длин самого короткого и самого длинного звеньев меньше суммы длин остальных звеньев, и за стойку принято самое короткое звено;
- механизм будет двухкоромысловым, если либо правило Грасгофа не выполнено, либо оно выполнено, но самое короткое звено не соединено со стойкой (т. е. оно является шатуном и потому не может быть кривошипом).

Так, представленный на приведённом выше рисунке шарнирный четырёхзвенник представляет собой двухкоромысловый механизм, поскольку правило Грасгофа для него не выполняется.
Справа дано анимированное изображение кривошипно-коромыслового механизма  (здесь стойкой служит звено {\displaystyle AB},  кривошипом — звено {\displaystyle AD},  коромыслом — звено {\displaystyle BC}  и шатуном — треугольник {\displaystyle DCE} ).

## Кинематический анализ
Кинематический анализ шарнирного четырёхзвенника можно выполнить, применяя методы, основанные на построении плана скоростей. Можно воспользоваться и аналитическими методами — как общего характера (например, методом кинематических графов), так и методами, специально предназначенными для кинематического анализа шарнирного четырёхзвенника.
К числу последних относится предложенный в 2002 г. М. Н. Кирсановым метод, основанный на составлении уравнений трёх угловых скоростей. Составим такие уравнения для механизма, представленного на верхнем рисунке.
Для этого присвоим шарнирам  {\displaystyle O,\,A,\,B,\,C}  номера  {\displaystyle {\mathit {1}},\,{\mathit {2}},\,{\mathit {3}},\,{\mathit {4}}} ;  при этом для декартовых координат шарнира {\displaystyle O}  получаем обозначения  {\displaystyle x_{1}}  и  {\displaystyle y_{1}} ,  и т. п.
Уравнения трёх угловых скоростей для рассматриваемого шарнирного четырёхзвенника имеют вид 
{\displaystyle {\omega }_{1z}\,(x_{2}\,-\,x_{1})\,+\,{\omega }_{2z}\,(x_{3}\,-\,x_{2})\,+\,{\omega }_{3z}\,(x_{4}\,-\,x_{3})\,\;=\;\,0}  ,
{\displaystyle {\omega }_{1z}\,(y_{2}\,-\,y_{1})\,\,+\,{\omega }_{2z}\,(y_{3}\,-\,y_{2})\,\,+\,{\omega }_{3z}\,(y_{4}\,-\,y_{3})\,\;=\;\,0}  ,
где  {\displaystyle {\omega }_{1z},\,{\omega }_{2z},\,{\omega }_{3z}}  — угловые скорости звеньев  {\displaystyle {\mathit {1}},\,{\mathit {2}},\,{\mathit {3}}} .
Пользуясь данными уравнениями, можно, например, найти для текущей конфигурации механизма значения угловых скоростей двух его звеньев, если значение угловой скорости третьего подвижного звена известно. 

## Применение
Примеры практического применения шарнирного четырёхзвенника — механизм насоса, механизм сеноворошилки, механизм тестомесильной машины, механизм подъёмного крана. К шарнирным четырёхзвенникам относятся и четырёхзвенные приближённо-направляющие механизмы, предложенные П. Л. Чебышёвым (в них обеспечивается приближённое прямолинейное движение одной из точек шатуна). Частным случаем шарнирного четырёхзвенника является механизм шарнирного параллелограмма — четырёхзвенника с попарно равными по длине и попарно параллельными сторонами. 